# Erigeron compositus
Erigeron compositus là một loài thực vật có hoa trong họ Cúc. Loài này được Pursh mô tả khoa học đầu tiên năm 1814.